# Luka Mesec
Luka Mesec (Kranj, 1º luglio 1987) è un politico sloveno, deputato e capo del partito politico La Sinistra.
Alle elezioni parlamentari in Slovenia del 2014 è stato un candidato di Sinistra Unita a Trbovlje, dov'è stato eletto all'Assemblea nazionale. È stato coordinatore del consiglio dell'Iniziativa per il Socialismo Democratico (IDS), coordinatore dell'Università dei Lavoratori e dei Punk (DPU) e direttore del suo successore, l'Istituto degli Studi del Lavoro. Il 1º giugno 2022, in seguito alla formazione del Governo Golob, è divenuto Terzo Vice-Primo Ministro e Ministro del Futuro Solidale.

## Biografia
Nato a Kranj, cresce a Železniki dove frequenta la scuola elementare e superiore, quindi prosegue gli studi presso l'Università di Lubiana dove si laurea nel 2012 in studi europei.